# Wiesen- und Weidenflächen an der Oste
Die Wiesen- und Weidenflächen an der Oste, auch bekannt als Ostewiesen, ist ein Naturschutzgebiet westlich von Kranenburg und Brobergen im Landkreis Stade.

## Allgemeines
Die rechtsseits der Oste liegende Grünlandfläche wurde im Jahr 1985 unter Schutz gestellt. Obwohl sie bei Hochwasser von der Oste überflutet wird, wird die Niederung intensiv bewirtschaftet. Sie ist gekennzeichnet durch eine Ansammlung verstreut liegender Schilfflächen, die etlichen seltenen Vogelarten wie Wiesenweihe, Rohrweihe und Sumpfohreule Nahrungs- und Brutreviere bieten. Das Vorkommen dieser Vogelarten gab den Anlass für die Unterschutzstellung. Darüber hinaus ist die Fläche während des Winters Rastgebiet für viele Zugvogelarten.